# Assolement
L'assolement désigne la répartition des cultures selon un rythme donné sur un territoire divisé en soles dans lesquels sont regroupés les parcelles.
Il ne faut confondre assolement et rotation des cultures.
Dérivé du verbe assoler, qui existait depuis des siècles[style à revoir], le substantif abstrait assolement apparaît dans la littérature imprimée au milieu du XVIIIe siècle (Duhamel du Monceau, 1762). Il désignait la liste chronologique des espèces cultivées qui se succèdent de façon répétée (des variantes étant admises selon les circonstances), avec l’indication des principales opérations culturales et du moment où on les réalise. Il est à l’époque synonyme de système de culture, qui apparaît en 1762 dans le même ouvrage, et plus tard de rotation culturale, importée de l’anglais à la fin du siècle (Morlon, 2013 a et b), l'assolement désignant l'organisation et l'obligation de cette rotation sur tout un terroir. Parfois – mais parfois seulement – la répartition des surfaces correspondant à cette succession temporelle était aussi indiquée.
De ce premier usage du mot, nous sont restées des expressions clairement temporelles comme assolement triennal (ou biennal, quadriennal), « tête d’assolement » et « queue d’assolement », qui étonnent au vu du sens actuel du mot. En effet, au terme d’une longue évolution, assolement ne désigne plus maintenant que la division des terres d'une exploitation agricole en parties distinctes, appelées soles, consacrées chacune à une culture donnée pendant une saison culturale. Dans chaque sole, les cultures peuvent varier d'une année (voire d'une saison) à l'autre : c'est la succession culturale ou rotation, qui est une notion différente. L'assolement est la diversité géographique des cultures à un moment donné, la rotation est la succession des cultures sur une même parcelle au fil du temps.
L'assolement d'une exploitation agricole résulte de différentes contraintes, tant techniques qu'économiques, et cherche à optimiser le résultat global.
Les critères économiques à prendre en compte sont le marché, le prix de vente, les investissements à mettre en œuvre, éventuellement des limites de contingentement pour les cultures réglementées ou des subventions.
Les facteurs techniques, au sens large, incluent les règles de rotation des cultures, l'organisation du travail, la disponibilité du matériel, ainsi que les facteurs écologiques (sol, climat, etc.). Enfin l'agriculteur doit prendre en compte les moyens humains, en quantité, qualification et savoir-faire.

## Exemple
Un agriculteur exploite dix parcelles ; trois pour cultiver du blé, cinq pour cultiver du maïs, deux pour cultiver du tournesol.

Il a donc trois soles : une sole de blé, une sole de maïs, une sole de tournesol.
On peut par extension parler d'assolement au niveau d'une commune ou d'une région.

## Aperçu historique
Déjà pendant l'antiquité, les pratiques d’assolement se faisaient de manières différentes selon les régions. 
Le Nord de la France, pays de champs ouverts (openfield), pratiquait l’assolement triennal, à l’origine, surtout pour les contrées les plus au nord, de façon obligatoire. Le terroir des villages était découpé en trois soles, sur lesquels les agriculteurs tenanciers ne pouvaient cultiver que ce qui était prévu par la communauté villageoise. Les chefs de famille décidant des pratiques culturales entre eux. 
Sur la sole en jachère, c’est-à-dire sans culture, les villageois pouvaient pratiquer la vaine pâture. Les autres soles étaient : une sole de blé d'hiver, une sole de céréale de printemps (orge, avoine) ou de légumineuses.
Ce type d'assolement, avec l'augmentation de population, est entré dans un cercle vicieux. Toutes les terres étant cultivées, il était difficile d'augmenter la production alimentaire, sauf à rogner sur les prairies, et donc à diminuer le cheptel. Cette diminution des troupeaux entraîna une diminution de la fumure, et donc un appauvrissement des terres, déjà très sollicitées. Cet appauvrissement des terres, causé par le manque d'engrais, entraînait une baisse des rendements en grains et fourrages, ce qui empêchait de développer le cheptel, et donc limitait l'apport en engrais aux terres cultivées, etc. Il avait surtout le tort d’être soumis à des coutumes trop collectives au goût de la bourgeoisie agricole représentée par les Physiocrates.[non neutre]
Petit à petit, à partir du XVIe siècle, la sole en jachère reçut la culture d’une légumineuse fourragère.
En 1770, un édit royal permettant l’enclosure, (Edit de clôture) et donc remettant en cause ces pratiques culturales, entraîna des troubles importants.
À la Révolution française, la pratique était déjà devenue plus individualiste.
Dans le Sud de la France, pays de bocage, et le monde méditerranéen, l'assolement biennal était privilégié. La coutume issue du droit romain, et les contraintes climatiques (culture impossible des céréales de printemps), le travail à l'araire au lieu de la charrue font que l'assolement biennal était bien adapté à ce milieu.
Les terres de parcours (saltus) constituaient un élément très important des terroirs ruraux, puisque les transferts de fertilité se faisaient de ces terrains vers les terres cultivées.
Au XVIIe siècle, la loi des clôtures (Enclosure Act), permit en Angleterre, aux paysans de clôturer leur propriété. En supprimant les servitudes qui grevaient les terrains et en permettant aux paysans d’exploiter de manière plus rationnelle et systématique les terres à leur disposition, notamment par l’assolement, on permit l’accroissement de la production qui, combinée à la libre circulation des grains, mit fin aux famines et disettes récurrentes.[non neutre]
La théorie des assolements occupa une grande place dans les manuels d'agronomie de la période de 1840 à 1880. Elle définissait la quantité de fumier obtenue dans la ferme pour permettre la fumure de tous les hectares consacrés aux cultures non fourragères. D'où l'adage « Veux-tu du blé ? Fais des prés », reposant sur l'utilisation de légumineuses comme plante améliorante (trèfle, luzerne) qui, grâce à une symbiose avec des bactéries du genre Rhizobium sur leurs racines (nodosités), bénéficient d'une meilleure alimentation en azote. La plante fournit les substances carbonées et les bactéries les substances azotées synthétisées à partir de l'azote atmosphérique. Cet adage se justifiait par le prix de revient des fertilisants et les quantités disponibles ne leur permettaient de jouer qu'un rôle d'appoint.

## Comparaison des assolements
Classiquement, l'assolement triennal est considéré comme supérieur au biennal. Cependant, F. Sigaut a montré que leur productivité était proche, voire égale. 
- Dans le cas du triennal, on obtient un rendement X de céréale d'hiver, puis X/2 de céréale de printemps en deuxième année, soit 1,5 X en 3 ans soit l'équivalent de trois récoltes en six ans. De plus, la terre porte des cultures durant 28 mois en six ans.
- Dans le cas du biennal, on obtient un rendement X de céréale d'hiver tous les deux ans, soit trois récoltes en six ans. La terre porte des cultures pendant 27 mois en six ans.

Néanmoins, en variant un peu les cultures et les pratiques, l'assolement triennal est moins sensible aux aléas climatiques, et permet de mieux répartir le travail sur l'année.